# Tugan Gannet
Die Tugan Gannet, später nach ihrem Konstrukteur Lawrence Wackett als Wackett Gannet bezeichnet, war ein Verkehrsflugzeug des australischen Herstellers Tugan Aircraft.

## Geschichte und Konstruktion
Die Gannet war ein kleines zweimotoriges Verkehrsflugzeug der 1930er-Jahre. Sie war nicht nur das erste australische Flugzeug, das die Serienreife erreichte, sondern auch das erste australische Flugzeug, das von der Royal Australian Air Force eingesetzt wurde. Die Gannet war ein abgestrebter verspannter Hochdecker herkömmlicher Bauart mit zwei Motoren, die in Gondeln auf den Tragflächen montiert waren. Das Spornradfahrwerk war nicht einziehbar. Die Tragflächen bestanden aus einer Sperrholzkonstruktion und waren mit Stoff überzogen. Der Rumpf bestand aus geschweißten Stahlrohren und war ebenfalls mit Stoff überzogen. Der Prototyp flog erstmals 1935. Während der Flugerprobung wurde er bei einem Absturz zerstört, wobei der Pilot und die Passagiere ums Leben kamen, trotzdem begann anschließend die Serienfertigung.
Die Flugzeuge wurden von Butler Air Transport zwischen Sydney und Broken Hill eingesetzt und mindestens eine flog für Ansett Airways im Jahr 1943. Die von der RAAF verwendeten Maschinen wurden als Vermessungsflugzeug zwischen 1935 und 1942 eingesetzt und danach zu Sanitätsflugzeugen umgebaut. Die letzten RAAF Gannet wurden im Jahre 1946 verschrottet.

## Militärische Nutzung
- Australien

## Technische Daten
| Kenngröße             | Daten                                                             |
| --------------------- | ----------------------------------------------------------------- |
| Besatzung             | 1                                                                 |
| Passagiere            | 6                                                                 |
| Länge                 | 10,51 m                                                           |
| Spannweite            | 15,85 m                                                           |
| Höhe                  | 3,50 m                                                            |
| Flügelfläche          | ? m²                                                              |
| Leermasse             | 1470 kg                                                           |
| max. Startmasse       | 2449 kg                                                           |
| Reisegeschwindigkeit  | ? km/h                                                            |
| Höchstgeschwindigkeit | 240 km/h                                                          |
| Dienstgipfelhöhe      | 1700 m                                                            |
| Reichweite            | 885 km                                                            |
| Triebwerke            | 2 × 6-Zylinder-Reihenmotoren de Havilland Gipsy Six mit je 150 kW |